# Minetia
Minetia é um gênero de traça pertencente à família Agonoxenidae.